# Miron Chichișan
Miron Chichișan (n. 25 aprilie 1945 – d. 31 ianuarie 2016) a fost un politician român. A fost primar al municipului Zalău în perioada 1992–1996. A fost deputat în perioada octombrie–noiembrie 1992, precum și în legislatura 1996–2000, ales în județul Sălaj, pe listele PUNR.
Miron Chichișan a demisionat din Camera Deputaților pe data de 12 noiembrie 1992 și a fost înlocuit de deputatul Aurel Jecan. 